# Josiah Harlan

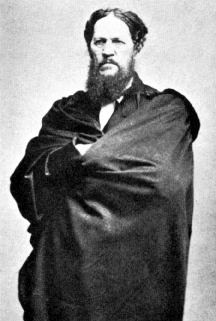
Josiah Harlan in traditioneller afghanischer Kleidung

Josiah Harlan, Fürst von Ghor (* 12. Juni 1799 in Newlin Township/Pennsylvania; † 1871 in San Francisco/Kalifornien) war ein US-amerikanischer Reisender und Abenteurer. Er wurde Fürst von Ghor in Afghanistan.
Harlan wurde vor allem für seine Reisen durch Afghanistan und den Punjab bekannt. Dort befasste er sich mit Lokalpolitik und militärischen Angelegenheiten und bekam für seine militärischen Erfolge den erblichen Titel Fürst von Ghor verliehen. Wahrscheinlich basiert Rudyard Kiplings Buch Der Mann, der König sein wollte auf seiner Biographie.

## Kindheit
Josiah wurde in Newlin Township in Cheter County, Pennsylvania geboren. Seine Eltern, Joshua und Sarah Harlan waren Quäker, Josiah wuchs mit neun Geschwistern in einem strengen und frommen Elternhaus auf. Sein Vater war Makler in Philadelphia, einige seiner Söhne folgten ihm in diesen Beruf. Josiah verlor seine Mutter im Alter von dreizehn Jahren und vertiefte sich fortan in Bücher. Eine Schulbeurteilung im Alter von fünfzehn Jahren beschreibt ihn: „vergnügt sich beim Lesen medizinischer Bücher und der Geschichte von Plutarch sowie der Bücher der Propheten“. Er las Latein und Griechisch und sprach fließend Französisch. Außerdem entwickelte er Interessen für Botanik, die sein ganzes Leben anhalten sollten. Zusätzlich studierte er griechische und römische Geschichte und war fasziniert von den Geschichten über Alexander den Großen.

## Frühe Reisen
Im Jahr 1820 ging Harlan auf seine ersten Reisen. Sein Vater verschaffte ihm Arbeit als „Supercargo“ (Ladeaufseher) auf einem Handelsschiff in den Osten, welches nach Kalkutta und Kanton/China bestimmt war. Nachdem er von seiner ersten Reise heimgekehrt war und sich für die nächste Reise vorbereitete, verliebte er sich. Eine Verlobung wurde arrangiert und die Hochzeit nach seiner Rückkehr von der nächsten Reise geplant. Dies sollte sein weiteres Leben massiv beeinflussen: In Kalkutta erhielt er die Nachricht, dass seine Verlobte nicht nur die Verlobung aufgekündigt hatte, sondern dass sie bereits mit einem anderen Mann verheiratet war.
Erschüttert beschloss Harlan, nie in die Vereinigten Staaten zurückzukehren und stürzte sich in Abenteuer und Gefahren. Im Juli 1824 ließ er sich von der Britischen Ostindien-Kompanie ohne Ausbildung als Chirurg anstellen. Die Company war auf dem Weg in den ersten Eroberungskrieg nach Birma und benötigte dringend Chirurgen. Sich auf seine Selbststudien und einige Übung auf See verlassend, ließ sich Harlan vom Medical Board prüfen und wurde als Chirurg am Calcutta general hospital angestellt. Ab Januar 1825 diente er bei der Armee in Birma.
1826 beendete der Vertrag von Yandaboo zwischen der Ostindien-Kompanie und dem birmanischen König von Ava die Streitigkeiten. Harlan wurde in Karnal, nördlich von Delhi stationiert, wo er bald von seinen Aufgaben gelangweilt war. Im Sommer 1826 verließ er die Armee. Als Zivilist erhielt er eine Aufenthaltsgenehmigung vom Gouverneur William Pitt Amherst.

## Nach Afghanistan
Nach einem Aufenthalt in Shimla kam Harlan nach Ludhiana, einem britischen Grenzposten am Fluss Satluj, der die Grenze zwischen dem Punjab und dem britischen Indien dieser Zeit bildete. Er beschloss, in die Dienste von Ranjit Singh, dem Maharaja von Punjab einzutreten. Während er auf eine Antwort auf seine Anfrage wartete, nach Punjab einreisen zu dürfen, traf er den exilierten afghanischen Führer Schodscha Schah Durrani und trat in seine Dienste ein. Mit finanzieller Unterstützung des exilierten Monarchen bereiste er den Indus und zog nach Afghanistan, zuerst nach Peschawar und dann nach Kabul. Hier traf er den Mann, den er bald absetzen sollte, Dost Mahommed Khan.
In Peschawar hatte Harlan den Nawab Jubber Khan, einen Bruder von Dost Mahommed Khan, getroffen. Jabber Khan spielte eine wichtige Rolle als möglicher Widersacher von Dost Mahommed und damit möglicher Verbündeter von Schodscha Schah. Während er sich bei Jubber Khan aufhielt, analysierte Harlan die Situation und stellte fest, dass die Position Dost Mahommeds zu stark sei und dass Hilfe von außerhalb Afghanistans benötigt würde. Er beschloss, im Punjab nach Hilfe zu suchen.

## In Diensten Ranjit Singhs
Im Jahr 1829 kam Harlan nach Lahore, der Hauptstadt von Punjab. Er suchte den französischen General Jean-François Allard auf, der ihn dem Maharaja vorstellte. Ihm wurde eine militärische Position angeboten, die er aber ablehnte, da er etwas Lukrativeres suchte. Schließlich fand er etwas: Nachdem er einige Zeit am Hof verkehrt hatte, wurde ihm die Stellung eines Gouverneurs von Gujarat angeboten, die er annahm. Zuvor beschloss der Maharaja allerdings, Harlan auf die Probe zu stellen.
Im Dezember 1829 wurde er als Gouverneur von Nurpur und Jasrota eingesetzt, die Harlan selbst als „zwei Bezirke, die sich neulich dem König von Lahore unterstellt hatten und in den Ausläufern des Himalaja liegen“ beschrieb. Diese Bezirke galten bei Harlans Ankunft als recht wohlhabend. Es ist wenig über Harlans Aktionen hier bekannt, aber er muss seine Arbeit gut gemacht haben. Im Mai 1832 wurde er jedenfalls nach Gujarat geschickt. Bald nach seiner Einsetzung wurde er von Henry Lawrence aufgesucht, der ihn als „Mann mit einigen Fähigkeiten, großem Mut, Elan und sehr spontaner Entschlussfähigkeit, gut geeignet für Partisanentätigkeit“ beschrieb.
Es war ungewöhnlich, einen europäischen Gouverneur einzusetzen, auch wenn Harlan kein Einzelfall war. Sein Kollege Paolo Di Avitabile wurde Gouverneur von Wazirabad, Jean-Baptiste Ventura wurde 1831 Gouverneur von Dera Ghazi Khan. Auch Harlans Nachfolger auf seinem Posten war ein Engländer namens Holmes.